# Zaleszany (Basses-Carpates)
Pour les articles homonymes, voir Zaleszany.
Zaleszany est une localité polonaise, siège de la gmina de Zaleszany, située dans le powiat de Stalowa Wola en voïvodie des Basses-Carpates.